# Gregorič
Gregorič je med najpogostejšimi priimki v Sloveniji na 75. mestu za priimkom Jelen na 74. in pred priimkom Blatnik na 76. mestu. Po podatkih Statističnega urada RS se je na dan 31. decembra leta 2008 s priimkom Gregorič podpisovalo 1507 (1971 1534; 1997 1568) slovenskih državljanov in državljank. Največ, tj. 478 ali 30,9 odstotka, jih je bilo v goriški statistični regiji, v osrednjeslovenski 369 ali 23,9 odstotka, v obalno-kraški 323 ali 20,9 odstotka, v jugovzhodni Sloveniji 168 ali 10,9 odstotka itd. Najpogostejša imensko-priimkovna kombinacija priimka Gregorič je bila Marija Gregorič na 95. mestu. Tako se je pisalo 68 oseb ženskega spola.
Zapisi v starih listinah dokazujejo, da je priimek Gregorič obstajal že v 15. stoletju.
Priimek Gregorič je nastal iz imena Gregor. Tvorjen je s priponskim obrazilom -ič in je prvotno pomenil 'sin Gregorja'. Ime Gregor (tako se je leta 2004 imenovalo kar 9578 slovenskih državljanov in je bilo na 23. mestu) izhaja iz latinskega imena Gregorius, to pa iz grškega Gregdrios. Grško ime razlagajo iz grškega gregoreo v pomenu 'sem buden, živim'. Pomensko mu je sorodno ime slovanskega izvora Budimir.
Gregor je tudi priimek. Tako se je leta 2004 pisalo 112 oseb. Precej bolj redka je različica Gregur (2004: 36 oseb).
Iz imena Gregor oziroma njegovih različic so nastali priimki, kot so Gregel (2004: 14), Gregelj (14), Gregl (176), Grego (31), Gregorač (133), Gregoran (19), Gregorc (526), Gregorčič (656), Gregorec (273), Gregorek (8), Gregorevčič (7), Gregorin (210), Gregorinčič (151), Gregorka (86), Gregom (93), Gregurec (42), Gregurič (13). Tvorjeni so s priponskimi obrazili -(e)l(j), -o, -ač, -an, -c, -čič, -ec, -ek, -(ev)čič, -ič, -in, -ka, -n.
Med temi je statistično opaznejši priimek Gregorčič, za njim pa Gregorc, Gregorin, Gregorec, Gregl, Gregorač. S priimkom Gregorčič se je leta 2004 podpisovalo 656 oseb. Tvorjen je iz imena ali priimka Gregor s priponskim obrazi-lom -čič ali iz priimka Gregorc s priponskim obrazilom -ič. Njegov prvotni pomen je bil 'sin Gregorja ali Gregorca'. Med umrlimi, a slavnimi je Simon Gregorčič, slovenski pesnik, ki je ob Soči »bedel« nad usodo Slovencev.

## Znani nosilci priimka
- Alberto Gregorič (1935–2009), pevec zabavne glasbe
- Aleksandra Gregorič, (mikro)ekomomistka
- Alenka Gregorič, umetnostna zgodovinarka, galeristka, kustosinja, programska vodja Galerije Cukrarna
- Aleš Gregorič (*1966), fotograf
- Alojz Gregorič (1910–1992), strojnik, tekstilni tehnolog, univ. prof.
- Alojz(ij) Gregorič (1843–1886), pravnik, narodnopolitični delavec
- Andrej Gregorič (star./ml.), zdravnika (oče in brat Vinka Gregoriča); tudi jadralec...
- Avgust Gregorič (*1943), mag., gospodarstvenik, lokalni politik in pesnik; dolgoletni direktor mirnske Dane>>Presad
- Barbara Gregorič Gorenc (*1964), otroška in mladinska pesnica
- Bojan Gregorič (*1956), polkovnik SV, ataše
- Danilo C. Gregorič (1909–1957), publicist, gospodarski teoretik, politik (pristaš nacizma)
- Draga Gregorič-Rosenberg (1879–1965), tržaška Slovenka
- Erna Gregorič (1914–2000), pravljičarka, pisateljica
- Fedor Gregorič (1897–1970), elektrostrojni inženir, projektant elektrarn
- Florijan (Cvetko) Gregorič (1883–1963), pravnik, finančni strokovnjak, diplomat
- Gregor Gregorič, fizik
- Hojka Gregorič Kumperščak, pedopsihiatrinja
- Igor Gregorič (*1955), kardiokirurg
- Ilija (Elija) Gregorič, vodja kmečkih upornikov 1573
- Joseph Gregorich (Gregorič) (1889–1984), izseljenski publicist, zgodovinopisec
- Jože Gregorič (1908–1989), duhovnik, slavist, etnograf, literarni kritik in zgodovinar, slovaropisec
- Jože Gregorič (1912–1943), umetnostni zgodovinar
- Marica Gregorič-Stepančič (1874–1954), pesnica, pisateljica in publicistka
- Marjan Gregorič, zgodovinar, muzealec (Brežice), kulturnik
- Marko Gregorič, glasbenik kitarist, kontrabasist, pevec in tekstopisec
- Matevž Gregorič (*1968), lutkar
- Matjaž Gregorič (*1981), evolucijski biolog, aranholog
- Miha Gregorič (*1989), nogometaš
- Milan Gregorič (*1934), ekonomist, zgodovinski publicist
- Milan Roman Gregorič (*1941), zdravnik nevrofiziolog
- Milica Gregorič Kramberger, nevrologinja, strok. za kognitivne motnje (demenco...)
- Minja Gregorič, plastična kirurginja
- Mirko Gregorič (1889–1943), protifašist, revolucionar
- Miroslav Gregorič (1907–1983), arhitekt
- Miroslav Gregorič (*1948), strokovnjak za jedrsko varnost
- Nataša Gregorič Nabhas, umetnica, kuratorka
- Oton Gregorič, hokejist
- Tereza Gregorič, dramaturginja, teatrologinja
- Tina Gregorič Dekleva (*1974), arhitektka, prof. Tehniške univerze na Dunaju
- Tomaž Gregorič (*1969), fotograf
- Vera Gregorič (1925–2011), geologinja, univ. prof.
- Vinko Gregorič (1847–1908), publicist, pesnik
- Vinko Gregorič (1857–1933), zdravnik dermatolog
- Zoran Gregorič, učitelj fotografije